# Banbury and Cheltenham Direct Railway
Die Banbury an Cheltenham Direct Railway war eine britische Eisenbahngesellschaft in Gloucestershire in England. Ihr Streckennetz hatte eine Länge von 53 Kilometern.
Die Great-Western-Railway-Tochtergesellschaften Bourton-on-the-Water Railway und Chipping Northern Railway gründeten am 21. Juli 1873 die Banbury and Cheltenham Direct. Am 1. Juni 1881 eröffnete diese die Bahnstrecke Cheltenham–Bourton und am 6. April 1887 die Bahnstrecke Chipping Northern–Kings Sutton. Damit wurde eine durchgehende Verbindung von Cheltenham zur GWR-Strecke Oxford–Worcester in Kings Sutton geschaffen.
Der Betrieb erfolgte durch die GWR, die die Bahngesellschaft auch am 1. Juli 1897 übernahm.